# Roberto Benigni
Roberto Benigni (Castiglion Fiorentino, 27 de Outubro de 1952) é um ator e diretor de cinema e televisão italiano.
Em 1999, ganhou o Oscar de melhor ator pelo filme A Vida É Bela.

## Biografia
Benigni é provavelmente mais conhecido pela sua tragicomédia A Vida é Bela (La vita è bella), filmado em Cortona e Arezzo, sobre um homem que tenta proteger seu filho durante seu internamento em um campo de concentração nazista, fazendo-o acreditar que o Holocausto é um jogo elaborado e que ele tem que seguir fielmente as regras para vencer. O pai de Benigni perdeu dois anos de sua vida num campo de concentração em Bergen-Belsen, e a "A Vida é Bela" é baseado em parte nas experiências de seu pai. O filme foi nomeado em 1998 para sete prêmios da Academia e ganhou na categoria de Melhor Filme Estrangeiro, Melhor Ator (dirigido por ele mesmo) e Melhor Trilha Original, composta e executada por Nicola Piovani. Benigni é um dos dois únicos atores que dirigiram a si mesmo no filme em que ganhou um Oscar de atuação; o outro foi Laurence Olivier, com sua versão de Hamlet.
Dirigiu também os filmes O monstro (Il mostro), O pequeno diabo (Il piccolo diavolo) (com Walter Matthau) e Johnny Stecchino. Com o tão popular ator cômico Massimo Troisi, ele atuou em Non ci resta che piangere, uma fábula em que os protagonistas são, de repente, levados de volta no tempo, no século XV, pouco antes de 1492 (ano do descobrimento da América). Eles começaram a procurar por Cristóvão Colombo para impedi-lo de descobrir as Américas, mas não conseguiram encontrá-lo.
Nicoletta Braschi, a esposa de Benigni, estrelou com ele na maioria dos filmes que ele dirigiu. Ele também atuou em dois filmes do diretor americano Jim Jarmusch. Em Down by Law (1986), ele interpreta Bob, um estrangeiro inocente acusado de assassinato, onde seu grande humor e otimismo o ajuda a escapar e encontrar seu amor (co-estrelado mais uma vez por Nicoletta Braschi, como sua amada). Em Night on Earth (1991), ele interpreta um taxista em Roma, causando em seu passageiro - um padre - um grande desconforto ao contar suas experiências sexuais. Ele também estrelou o primeiro curta das série de Jarmusch, Coffee and Cigarettes (1986). Também foi um dos principais personagens em Astérix e Obélix contra César como Detritus, o governador da província da Gália que tenta matar César e reivindica o trono do Império Romano. Apreciado também como poeta de improvisação, e também pelos seus recitais de A Divina Comédia, de Dante Alighieri de memória.
Muito popular na Itália, se tornou famoso na naquele país na década de 1970 por uma série de TV chocante chamada Televacca, por Renzo Arbore, que foi um grande escândalo para seu tempo, e foi suspensa pela censura. Depois, ele apareceu durante uma demonstração política pública do Partido Comunista Italiano (do qual foi simpatizante), e nessa ocasião, utiliza da figura de Enrico Berlinguer, uma figura muito séria, fazendo humor a partir dele. Esse fato sem precedente se deu num momento em que os políticos italianos eram extremamente sérios e formais, e Berlinguer provavelmente foi o mais sério deles todos. Isso representou uma quebra de costumes, a partir de onde os políticos passaram a experimentar novos hábitos e maneiras públicas, sendo menos formais e modificando seu discurso e estilo de vida para se mostrarem mais populares.
Na década de 1980, ao insultar o papa João Paulo II durante um importante show de TV ao vivo, foi censurado novamente. Benigni dirigiu o filme sobre a Guerra do Iraque chamado La tigre e la neve, com tomadas em Roma, Tunísia e na região italiana da Úmbria. Em 15 de Outubro de 2005, ele tirou parte de sua roupa no telejornal mais assistido nos fins de tarde da Itália. Antes de fazer isso, ele "sequestrou" os créditos iniciais do telejornal, e pulou em frente a câmera anunciando: "Berlusconi renunciou!". Ele é um duro crítico do ex-primeiro-ministro Silvio Berlusconi.

### Filmografia
- 2012 - Para Roma Com Amor (Filme de Woody Allen)
- 2005 - O tigre e a neve (La Tigre e la Neve)
- 2002 - Pinóquio (Pinocchio)
- 1999 - Asterix e Obelix contra César (Astérix et Obélix Contre César)
- 1997 - A vida é bela (La Vita è Bella)
- 1994 - O monstro (Il Mostro)
- 1993 - O filho da Pantera Cor-de-Rosa (Son of the Pink Panther)
- 1991 - Uma noite sobre a Terra (Night on Earth)
- 1991 - Johnny Stecchino
- 1989 - A voz da lua (La voce della Luna)
- 1988 - O pequeno diabo (Il piccolo diavolo)
- 1986 - Down by law
- 1984 - Non ci resta che piangere
- 1983 - Effetti personale
- 1983 - F. F.S.S. cioè che mi hai portato a fare sopra Posillipo se non mi vuoi più bene
- 1983 - Tu mi turbi
- 1981 - Anchi i ladri hanno un santo
- 1981 - Il minestrone
- 1981 - Pap'occhio (Il pap'occhio)
- 1979 - La luna
- 1979 - Um homem, uma mulher, uma noite (Clair de femme)
- 1979 - Chiedo asilo
- 1979 - I giorni cantati
- 1979 - Letti selvaggi
- 1977 - Berlinguer ti voglio bene

### Prêmios
- Ganhou Oscar de melhor filme estrangeiro (A Vida é Bela)
- Recebeu uma indicação ao Oscar de Melhor Diretor, por "A Vida é Bela" (1999).
- Ganhou o Oscar de Melhor Ator (principal), por "A Vida é Bela" (1999).
- Recebeu uma indicação ao Oscar de Melhor Roteiro (original), por "A Vida é Bela" (1999).
- Ganhou o BAFTA de Melhor Ator, por "A Vida é Bela" (1999).
- Recebeu uma indicação ao BAFTA de Melhor Filme Estrangeiro, por "A Vida é Bela" (1999).
- Recebeu uma indicação ao BAFTA de Melhor Roteiro Original, por "A Vida é Bela" (1999).
- Ganhou o César de Melhor Filme Estrangeiro, por "A Vida é Bela" (1999).
- Recebeu uma indicação ao Independent Spirit Awards de Melhor Ator, por "Down by Law" (1986).
- Ganhou o Prêmio do Cinema Europeu de Melhor Ator, por "A Vida é Bela" (1999).
- Ganhou o Grande Prêmio do Júri, no Festival de Cannes, por "A Vida é Bela" (1999).
- Recebeu uma indicação ao Framboesa de Ouro de Pior Diretor, por "Pinóquio" (2002).
- Ganhou o Prêmio do Público no Festival de Toronto, por "A Vida é Bela" (1999).
- Ganhou o Framboesa de Ouro de Pior Ator, por "Pinóquio" (2002).
- Recebeu uma indicação ao Framboesa de Ouro de Pior Revelação, por "O Filho da Pantera Cor-de-Rosa" (1993).
- Recebeu uma indicação ao Framboesa de Ouro de Pior Dupla, por "Pinóquio" (2002).
- Recebeu uma indicação ao Framboesa de Ouro de Pior Roteiro, por "Pinóquio" (2002).
- Ganhou o Leão de Ouro pelo Conjunto da Obra em 2021, por sua carreira como ator e diretor.[4][5]